# القوات المسلحة الفلبينية
القُوات المُسَلَحةْ الفِلِبينية وهي القوات المسلحة الرسمية التي تَحمي جمهورية الفلبين تتكون من الجيش الفلبيني ومن البحرية الفلبينية و من القوات الجوية الفلبينية، تأسست هذه القوات في سنة 1935 وعدد جنود الجيش الفلبيني حوالي 125 ألف منهم 85 ألف في القوات البرية وصرفت الحكومة الفلبينية على القوات المسلحة 2.7 مليار دولار أي ما يُعادل 1.2% من ميزانية الفلبين شاركت القوات الفلبينية في الحرب العالمية الثانية بجانب قوات التحالُف بعدَ أن قامت اليابان بإحتلال الفلبين في سنة 1942 وشاركت في حرب الخليج الثانية وحرب الخليج الثالثة حيث أرسلت قواتها لغزو العراق مع القوات المتعددة الجنسيات.